# 阿夫頓鎮區 (阿肯色州富爾頓縣)
阿夫頓鎮區（英語：Afton Township）是位於美國阿肯色州富爾頓縣的一個行政鎮區。

## 地方資料
阿夫頓鎮區的面積為97.35平方千米，當中陸地面積為96.48平方千米，而水域面積為0.87平方千米。根據2010年美國人口普查的數據，當地共有人口650人，而人口密度為每平方千米6.68人。